# Pilzenzym
Ein Pilzenzym (medizinisch auch Rizoenzym) ist ein Enzym, das aus Pilzkulturen gewonnen wird. Pilzenzyme  finden in verschiedenen Zweigen der Biotechnologie, der Lebensmittelindustrie sowie in der Medizin als Biokatalysator Einsatz. Mit ihrer Hilfe können vielfältige chemische Reaktionen beschleunigt oder erst ermöglicht werden. Ein wichtiges Beispiel ist die Spaltung von Nahrungsmolekülen während der Verdauung.

## Allgemeines
Pilze leben auf organischem Material und beziehen Nahrung, indem sie Enzyme in ihre Umgebung ausschütten. So können sie die Zersetzungsprodukte anschließend aufnehmen. Biotechnologisch kann dies ausgenutzt werden, da die ausgeschütteten Enzyme leichter zu isolieren sind als solche aus intakten Organismen wie Tieren oder Pflanzen. Um die Funktionsfähigkeit von Enzymen aufrechtzuerhalten, müssen allerdings bestimmte Milieu-Bedingungen eingehalten werden. Beispielsweise sind sie in der Regel hitzelabil und benötigen einen bestimmten pH-Wert in ihrer Umgebung. Enzyme aus Pilzen können sich in dieser Hinsicht von ihren Homologen in anderen Organismen, z. B. dem Menschen, unterscheiden. Dies kann unter anderem für medizinische Anwendungen von Vorteil sein.
| Enzymgruppe     | Funktion                               | Verwendung                                                      |
| --------------- | -------------------------------------- | --------------------------------------------------------------- |
| Amylasen        | Spaltung und Abbau von Stärke          | Brotbacken, Herstellung von Glucosesirup, Verdauungsmedikamente |
| Glucose-Oxidase | Entfernung von Glucose oder Sauerstoff | Nahrungsmittelindustrie, Diabetes-Teststreifen                  |
| Invertase       | Umwandlung von Zuckern                 | Süßstoffindustrie                                               |
| Lipasen         | Spaltung von Fetten                    | Verdauungsmedikamente                                           |
| Pektinasen      | Abbau von Pektinen                     | Klärung von Wein und Säften                                     |
| Proteasen       | Spaltung von Proteinen                 | Bäckerei, Verdauungsmedikamente                                 |
| Rennin          | Koagulierung von Milch                 | Käseherstellung                                                 |

(alle Angaben in der Tabelle nach Brock et al. 1991)

## Lebensmittel
Seit Jahrhunderten werden in Fernost Enzyme aus Pilzkulturen zur Fermentation von Lebensmitteln wie z. B. Sojasoße, Koji, Sufu oder Tempeh verwendet. Inzwischen werden sie weltweit von der Lebensmittelindustrie bei der alkoholischen Gärung, bei der Käseherstellung (Umwandlung von Casein) und zur Produktion von Backwaren, Brühen, Suppen, Kaffee, Tee und Kakao eingesetzt.
Zur Geschmacksverbesserung von Käse werden spezielle Hyphenpilze verwendet; Backhefen dienen als Teigtreibmittel sowie zur Unterstützung der alkoholischen Gärung in bspw. Bier, Wein und Spirituosen. Bei der biotechnologischen Herstellung von organischen Säuren wie Citronensäure, Gluconsäure oder Itaconsäure werden verschiedene Arten des Gießkannenschimmels genutzt.

## Medizin
Mit Beginn des 20. Jahrhunderts wurde der Nutzen von Pilzkulturen auch für medizinische Zwecke entdeckt, etwa zur Herstellung von Antibiotika wie Penicillin, Steroiden (insbesondere Nebennierenrinden- und Keimdrüsenhormone) sowie Enzympräparaten (Rizoenzyme), bspw. zur Unterstützung der Verdauung infolge einer gestörten Funktion des Pankreas (z. B. bei exokriner Pankreasinsuffizienz).
Hitlers Leibarzt Theo Morell verschrieb seinem Patienten das Enzympräparat Luizym gegen Ernährungsdefizite aufgrund der vegetarischen Ernährung sowie gegen Meteorismus.
Die Rizoenzyme zur Behandlung der exokrinen Pankreasinsuffizienz (EPI) werden aus den japanischen Reispilzkulturen Rhizopus oryzae (Rizolipasen) und Aspergillus oryzae (Proteasen, Amylasen) gewonnen. Zur Aufspaltung der Nahrung sind sie die einzige therapeutische Alternative bei EPI zu Enzymen tierischen Ursprungs. Im Gegensatz zu diesen sind Rizoenzyme aufgrund ihrer Säurestabilität magensaftresistent. Weiterhin sind sie bei einem breiteren pH-Spektrum von pH3 bis pH9 funktionsfähig. Ihre Aktivität beginnt schon im Magen und bleibt im Dünndarm auch bei nicht optimal basischem pH-Wert des Bauchspeicheldrüsensekrets erhalten. Daher können sie Symptome wie Völlegefühl, Durchfall, Blähungen und Fettstuhl mindestens ebenso wirksam reduzieren wie die Enzyme aus Schweinepankreas (Pankreatin, z. B. Cotazym, Enzym Lefax forte, Kreon, Lipazym oder Panzytrat). Rizoenzyme zum therapeutischen Einsatz werden heute in einem aufwändigen biotechnologischen Verfahren produziert, von der Pilzkultur getrennt und spezifisch aufgereinigt. Vorsicht bei der Einnahme von Rizoenzymen ist geboten, wenn eine Überempfindlichkeit (Allergie) gegen Schimmelpilze vorliegt. Die Anzahl der über das Essen sensibilisierten Schimmelpilzallergiker ist allerdings wesentlich geringer als die derjenigen, die auf die eingeatmeten Schimmelpilzprodukte reagieren.

### Handelsnamen
- Luizym (Zellulase, Hemizellulasen, Amylase, Proteasen, Esterasen; historisch)
- Nortase (Cellulose-Kapseln mit Rizolipase (entspr. 7000 FIP-Einheiten), Amylase (mind. 700 FIP-E.) und Protease (mind. 54 FIP-E.))[10][11]

## Enzymbeize
Pilztryptasen von insb. Aspergillus-Arten spielen u. a. beim Beizen von Chevreauleder eine Rolle. Auch mittels Pilzenzymen hergestellte Organische Säuren finden als Beizmittel Verwendung, etwa Gluconsäure als milde Säure in Metallbeizmitteln.

## Biokraftstoffe
Seit einigen Jahren werden Pilzenzyme, die Holz und Stroh zersetzen, zur Herstellung von Biokraftstoffen erforscht. Dazu wurde das Erbgut verschiedener Weiß- und Braunfäulepilze miteinander verglichen. Weißfäulepilze entwickelten vor 290 Millionen Jahren ein Enzym, das den Pflanzenstoff Lignin spalten kann. Lignin schützt Holz vor der Verrottung durch Braunfäule.